# NGC 869
NGC 869 é um aglomerado aberto na direção da constelação de Perseus. O objeto foi descoberto por Hiparco em 130 a.C. Devido a sua moderada magnitude aparente (+5,3), é visível a olho nu em regiões distantes de cidades.